# Xã Comins, Michigan
Xã Comins (tiếng Anh: Comins Township) là một xã thuộc quận Oscoda, tiểu bang Michigan, Hoa Kỳ. Năm 2010, dân số của xã này là 1.970 người.